# 9273 Schloerb
9273 Schloerb è un asteroide della fascia principale. Scoperto nel 1979, presenta un'orbita caratterizzata da un semiasse maggiore pari a 2,4272235 UA e da un'eccentricità di 0,1563065, inclinata di 0,91721° rispetto all'eclittica.